# Björkesjön (Håcksviks socken, Västergötland)
Björkesjön är en sjö i Svenljunga kommun i Västergötland och ingår i Ätrans huvudavrinningsområde.